# Ornithoctona erythrocephala
Ornithoctona erythrocephala är en tvåvingeart som först beskrevs av Leach 1817.  Ornithoctona erythrocephala ingår i släktet Ornithoctona och familjen lusflugor. Inga underarter finns listade i Catalogue of Life.